# Vila Rozelor
Vila Rozelor este un monument istoric aflat pe teritoriul municipiului Curtea de Argeș.

## Istoric și trăsături
Este o construcție rezidențială de factură neoromânească, ridicată după planurile arhitectului R.Bordenache. Exemplu al căutărilor unei expresii adecvate tradiției locale, clădirea folosește limbajul arhitecturii neoromânești, pe care îl particularizează cu detalii ale elementelor de lemn, specifice regiunii.

## Imagini din exterior

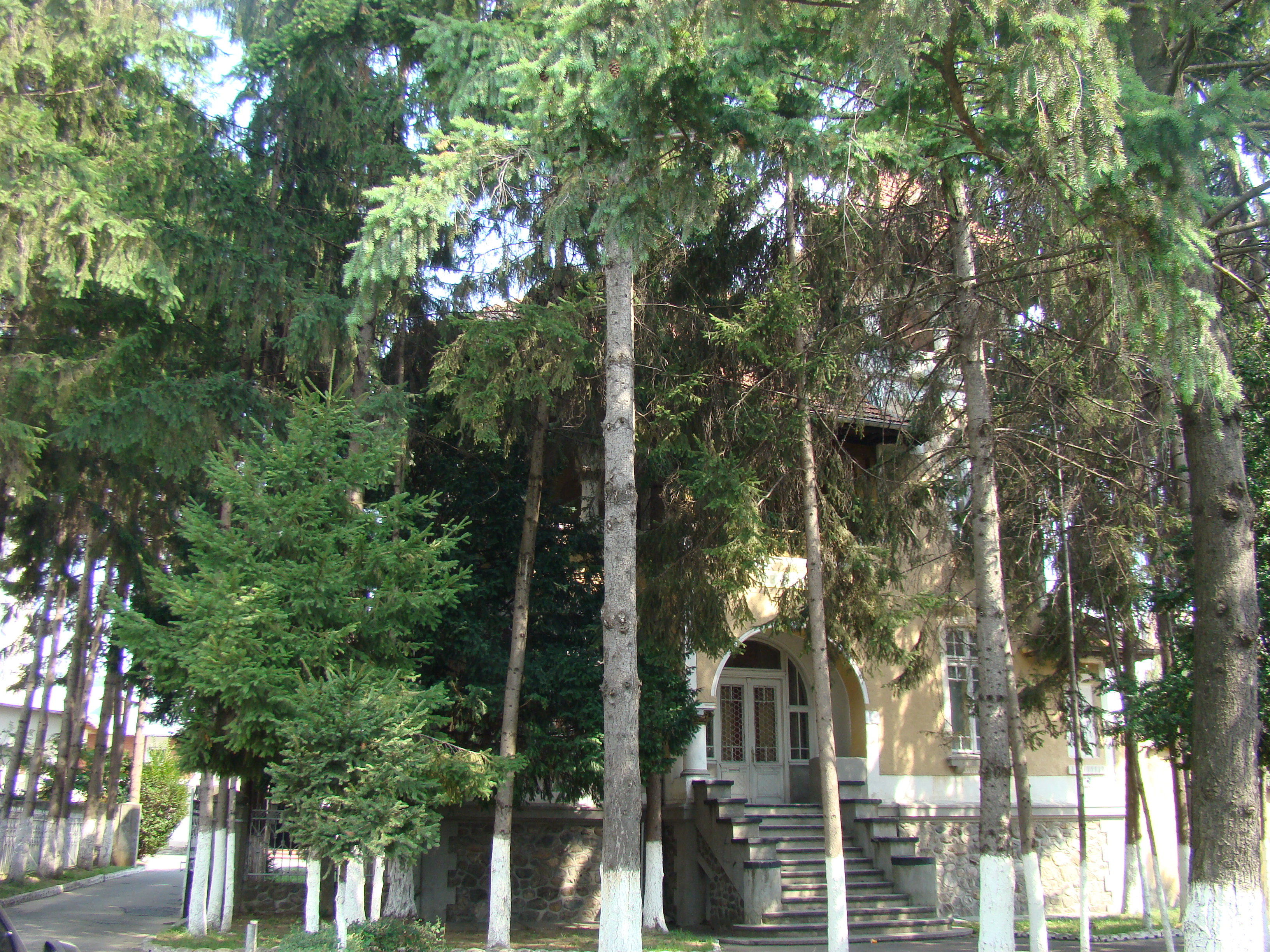
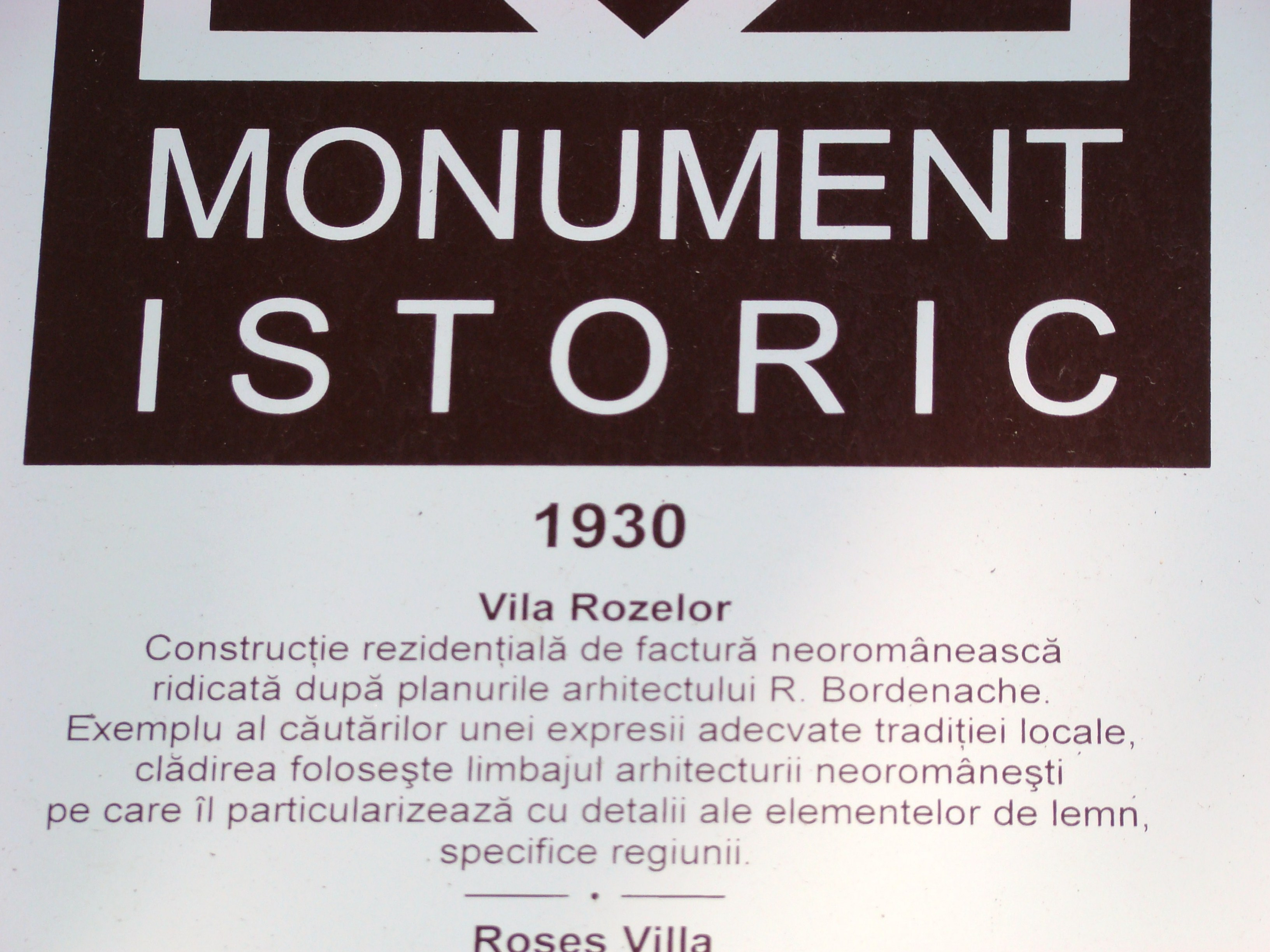
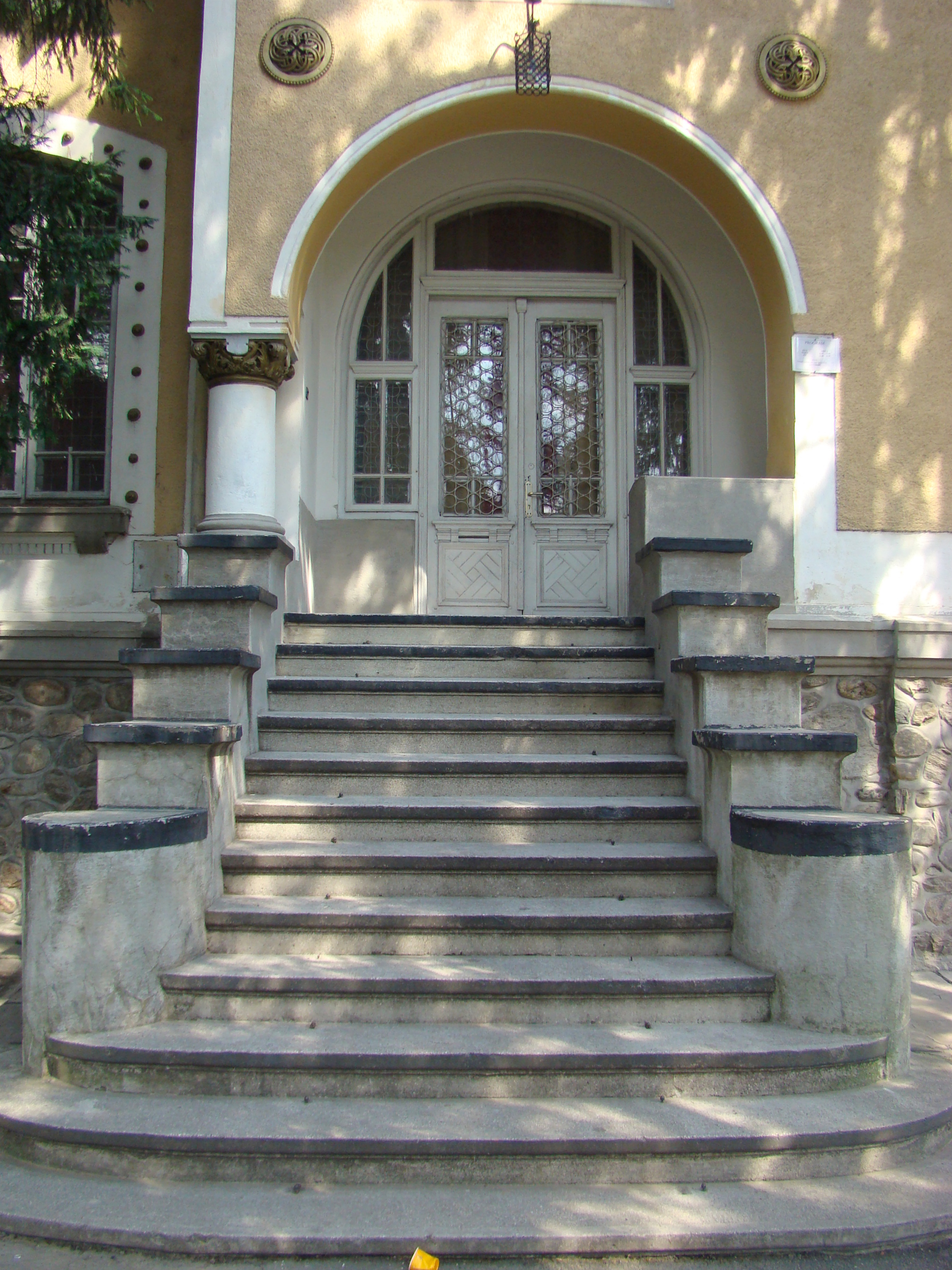
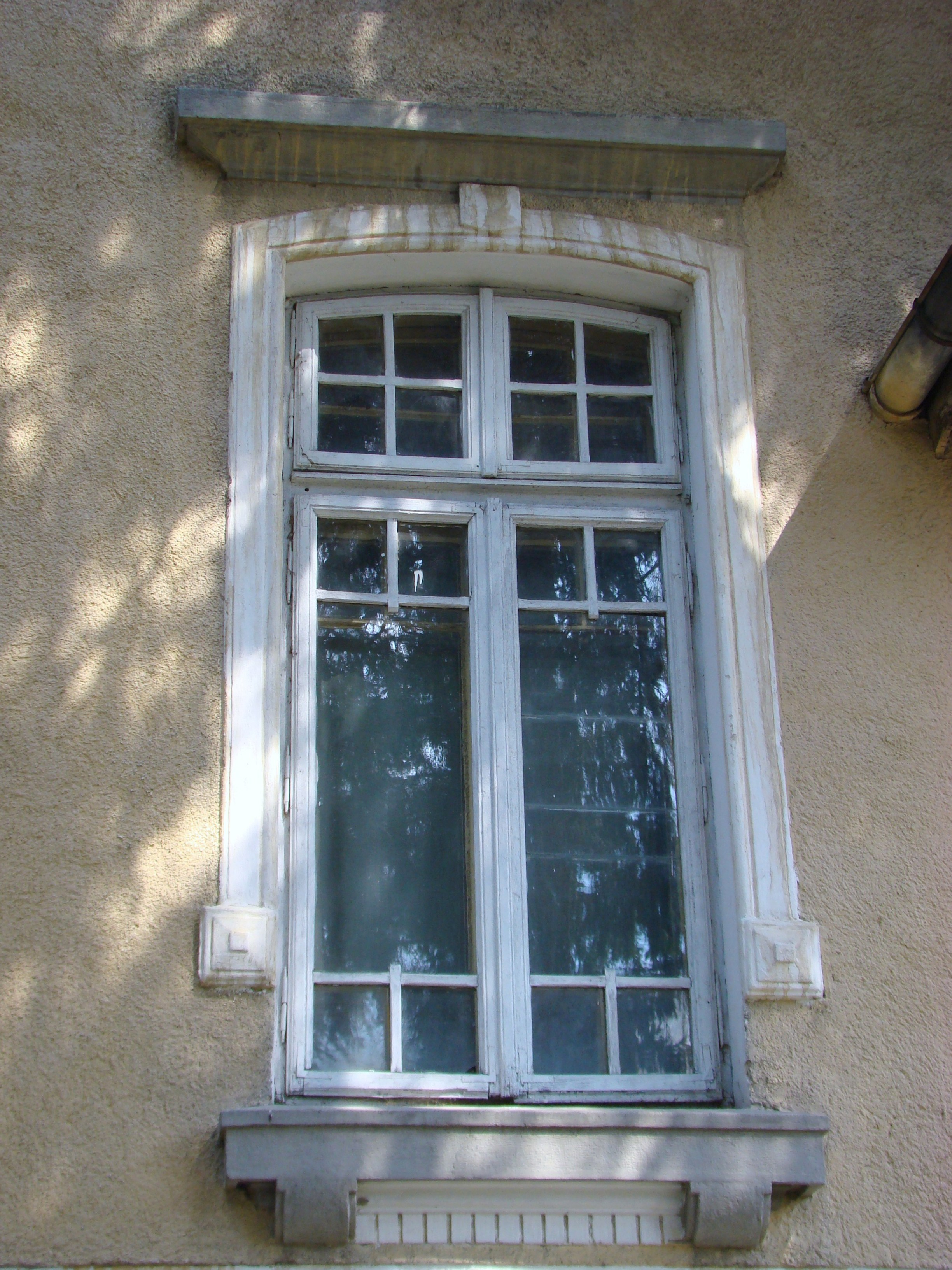
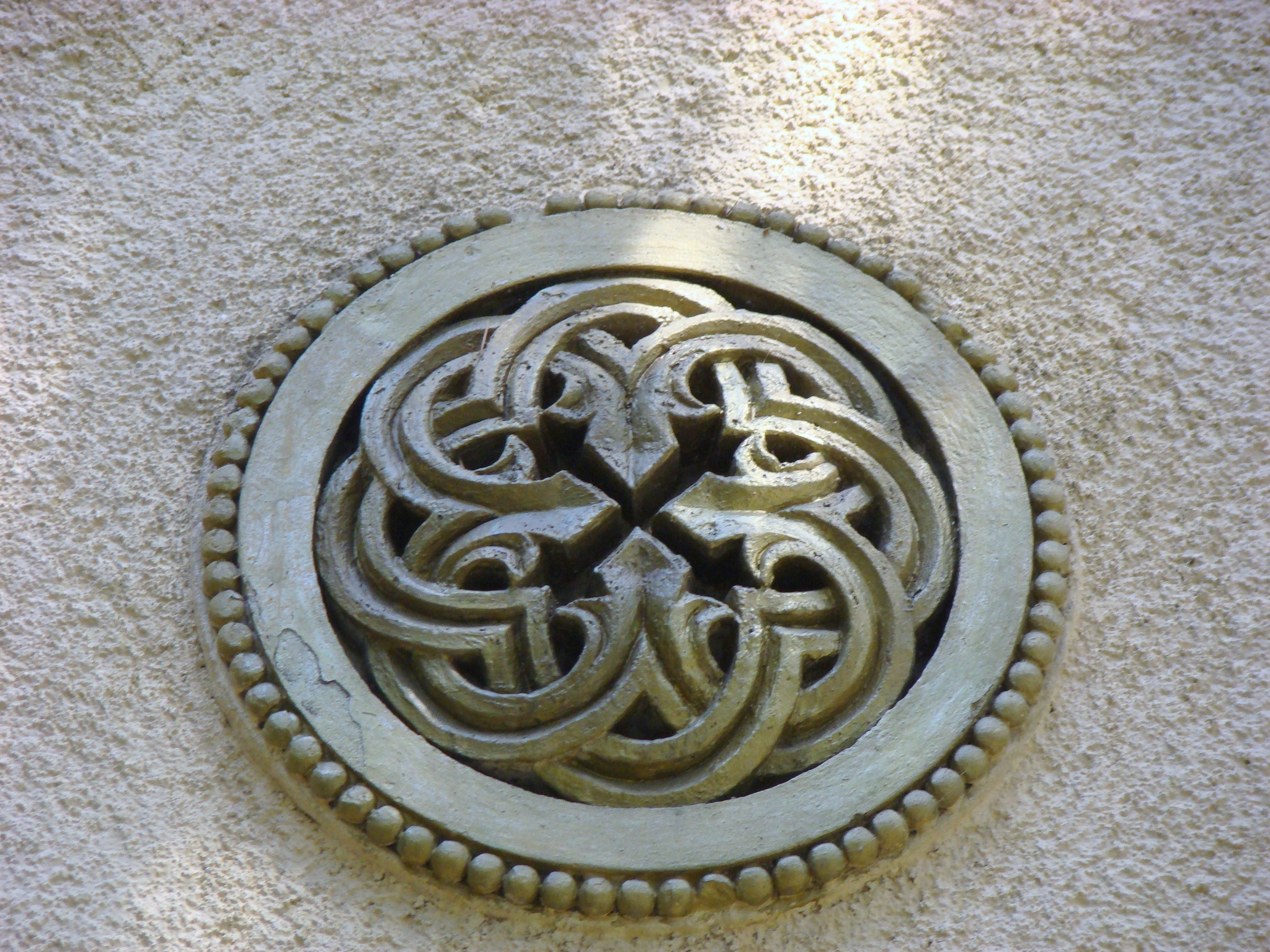
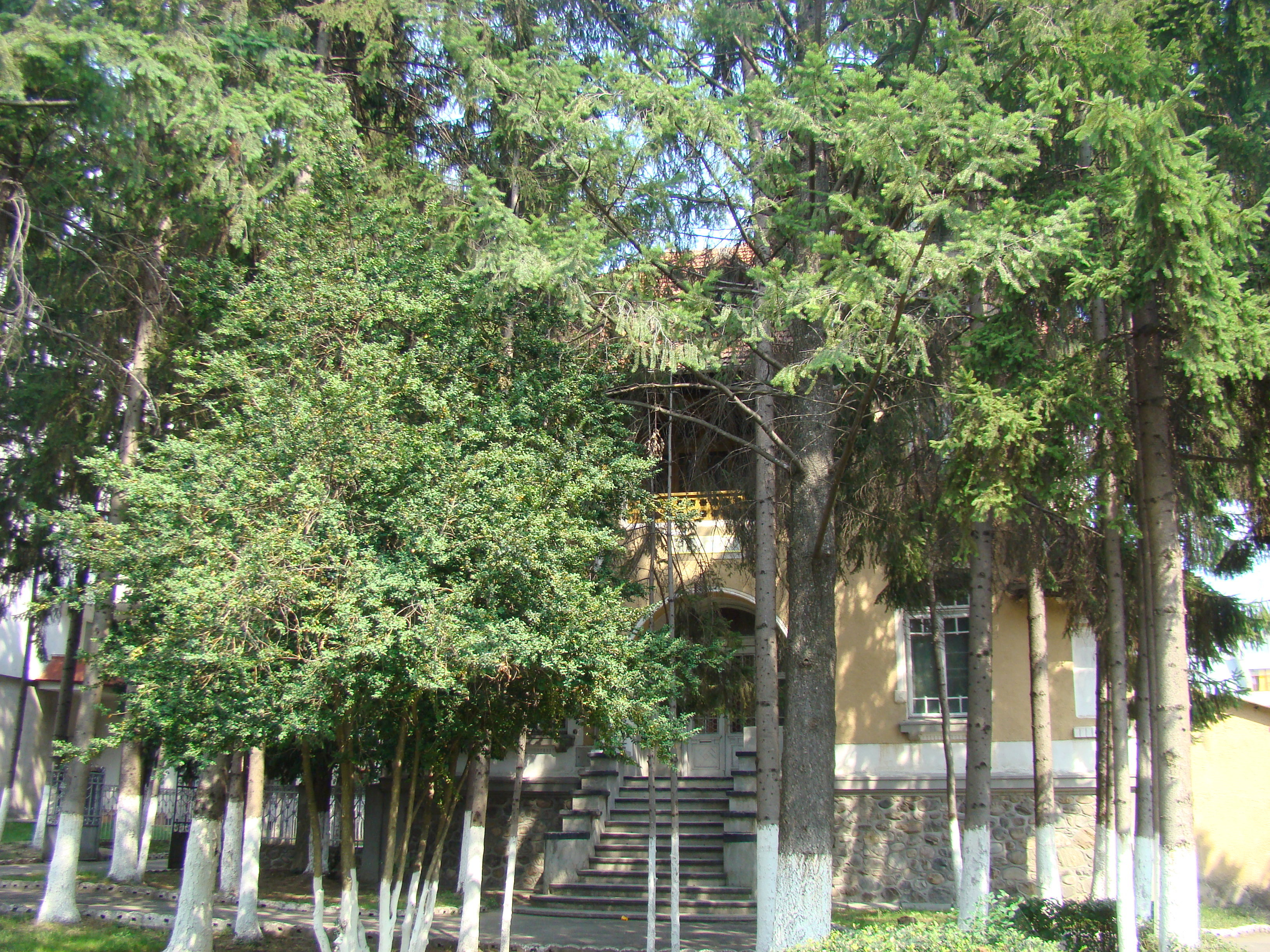
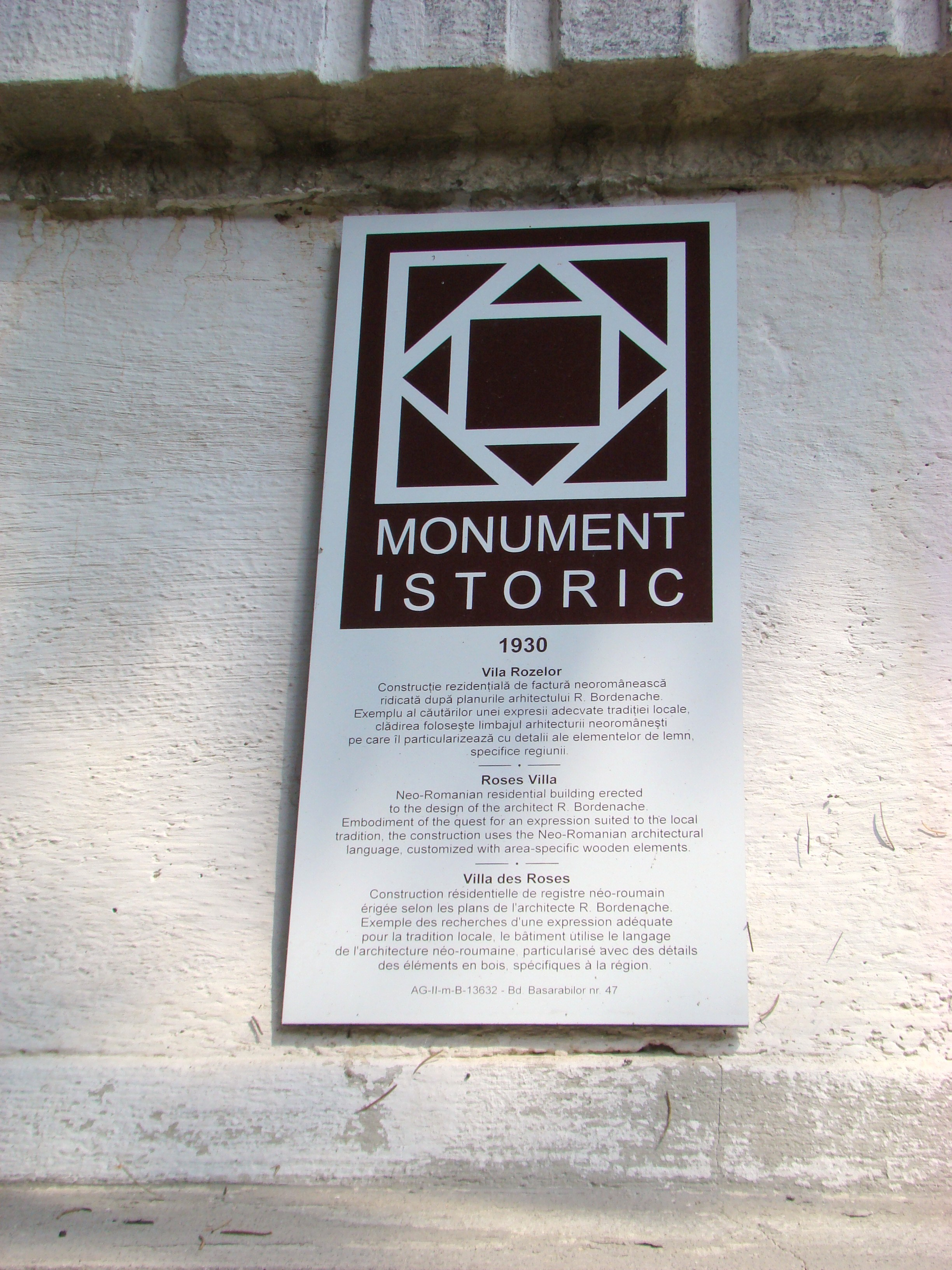

## Vezi și
- Curtea de Argeș